# Grand Prix automobile des États-Unis 1973
Résultats du Grand Prix automobile des États-Unis 1973 de Formule 1 qui a eu lieu sur le circuit de Watkins Glen le 7 octobre 1973.

## Classement
| Pos  | N° | Pilote               | Écurie            | Tours | Temps/Abandon              | Grille | Points |
| ---- | -- | -------------------- | ----------------- | ----- | -------------------------- | ------ | ------ |
| 1    | 2  | Ronnie Peterson      | Lotus-Ford        | 59    | 1 h 41 min 15 s 799        | 1      | 9      |
| 2    | 27 | James Hunt           | March-Ford        | 59    | + 0 s 668                  | 4      | 6      |
| 3    | 10 | Carlos Reutemann     | Brabham-Ford      | 59    | + 22 s 93                  | 2      | 4      |
| 4    | 7  | Denny Hulme          | McLaren-Ford      | 59    | + 50 s 226                 | 8      | 3      |
| 5    | 8  | Peter Revson         | McLaren-Ford      | 59    | + 1 min 20 s 367           | 7      | 2      |
| 6    | 1  | Emerson Fittipaldi   | Lotus-Ford        | 59    | + 1 min 47 s 945           | 3      | 1      |
| 7    | 26 | Jacky Ickx           | Iso Marlboro-Ford | 58    | + 1 tour                   | 23     |        |
| 8    | 19 | Clay Regazzoni       | BRM               | 58    | + 1 tour                   | 15     |        |
| 9    | 20 | Jean-Pierre Beltoise | BRM               | 58    | + 1 tour                   | 14     |        |
| 10   | 15 | Mike Beuttler        | March-Ford        | 58    | + 1 tour                   | 26     |        |
| 11   | 18 | Jean-Pierre Jarier   | March-Ford        | 57    | Accident                   | 17     |        |
| 12   | 25 | Howden Ganley        | Iso Marlboro-Ford | 57    | + 2 tours                  | 19     |        |
| 13   | 12 | Graham Hill          | Shadow-Ford       | 57    | + 2 tours                  | 18     |        |
| 14   | 16 | George Follmer       | Shadow-Ford       | 57    | + 2 tours                  | 20     |        |
| 15   | 17 | Jackie Oliver        | Shadow-Ford       | 55    | + 4 tours                  | 22     |        |
| 16   | 4  | Arturo Merzario      | Ferrari           | 55    | + 4 tours                  | 11     |        |
| Nc.  | 11 | Wilson Fittipaldi    | Brabham-Ford      | 52    | Non classé                 | 25     |        |
| Abd. | 0  | Jody Scheckter       | McLaren-Ford      | 39    | Suspension                 | 10     |        |
| Abd. | 30 | Jochen Mass          | Surtees-Ford      | 35    | Moteur                     | 16     |        |
| Abd. | 21 | Niki Lauda           | BRM               | 35    | Pompe à essence            | 21     |        |
| Abd. | 23 | Mike Hailwood        | Surtees-Ford      | 34    | Suspension                 | 6      |        |
| Abd. | 24 | Carlos Pace          | Surtees-Ford      | 32    | Suspension                 | 9      |        |
| Abd. | 9  | John Watson          | Brabham-Ford      | 7     | Moteur                     | 24     |        |
| Dsq. | 31 | Brian Redman         | Shadow-Ford       | 5     | Disqualifié                | 13     |        |
| Abd. | 28 | Rikky von Opel       | Ensign-Ford       | 0     | Accélérateur               | 27     |        |
| Np.  | 5  | Jackie Stewart       | Tyrrell-Ford      |       | Forfait                    | 5      |        |
| Np.  | 29 | Chris Amon           | Tyrrell-Ford      |       | Forfait                    | 12     |        |
| Np.  | 6  | François Cevert      | Tyrrell-Ford      |       | Accident mortel aux essais |        |        |

Légende :
- Abd.=Abandon - Np.=Non partant

## Pole position et record du tour
- Pole position : Ronnie Peterson en 1 min 39 s 657 (vitesse moyenne : 196,333 km/h).
- Meilleur tour en course : James Hunt en 1 min 41 s 652 au 58e tour (vitesse moyenne : 196,333 km/h).

## Tours en tête
- Ronnie Peterson : 59 (1-59)

## À noter
- 4e victoire pour Ronnie Peterson.
- 54e victoire pour Lotus en tant que constructeur.
- 66e victoire pour Ford Cosworth en tant que motoriste.
- Brian Redman est disqualifié pour avoir reçu de l'aide extérieure.
- Décès du pilote François Cevert (46 Grands Prix) lors des essais sur le circuit de son unique victoire en Formule 1 en 1971. En signe de deuil, les deux autres pilotes du Tyrrell Racing (Jackie Stewart, déjà assuré du titre mondial et dont ce sera la dernière apparition en F1, ainsi que Chris Amon) déclarent forfait pour la course.